# Yenikənd (Tərtər)
Yenikənd è un comune dell'Azerbaigian situato nel distretto di Tərtər. Conta una popolazione di 422 abitanti.